# Donja Dubrava (Zagrzeb)
Donja Dubrava – dzielnica Zagrzebia, stolicy Chorwacji. Zlokalizowana jest we wschodniej części miasta, ma 35 944 mieszkańców (rok 2001).
Dzielnica Donja Dubrava graniczy z następującymi dzielnicami: od północy (przez ulicę Dubrava) – Gornja Dubrava, od wschodu – Sesvete, od południa (przez ulicę Slavonska avenija) i południowego zachodu – Peščenica – Žitnjak, od zachodu – Maksimir.